# Ильницкий, Виталий Иванович
Виталий Иванович Ильницкий (род. 30 декабря 1991, Губкинский, Тюменская область) — российский борец греко-римского стиля, призёр Кубка мира в команде.

## Карьера
Родился в Губкинском, где были две секции лыж и борьбы, Виталий был крупного телосложения и пошёл в борьбу. После чего занимался в тюменской СДЮСШОР № 3. В январе 2014 года в Тюмени, одолев в финале Виталия Щура, стал победителем Гран-при Ивана Поддубного. В мае 2014 года в Тегеране в команде России завоевал серебряную медаль. В июне 2014 года в Раменском в финале чемпионата России уступил Василию Паршину и завоевал серебряную медаль. В ноябре 2014 года в Москве в составе сборной России стал победителем Кубка Европейских наций. В ноябре 2015 года в Москве во второй раз завоевал Кубок Европейских наций.

## Спортивные результаты
- Гран-при Ивана Поддубного 2014 — ;
- Кубок мира по борьбе 2014 (команда) — ;
- Чемпионат России по греко-римской борьбе 2014 — ;
- Кубок Европейских наций по борьбе 2014 (команда) — ;
- Кубок Европейских наций по борьбе 2015 (команда) — ;
- Всемирные военные игры 2015 — 5;